# Artemi Volynski

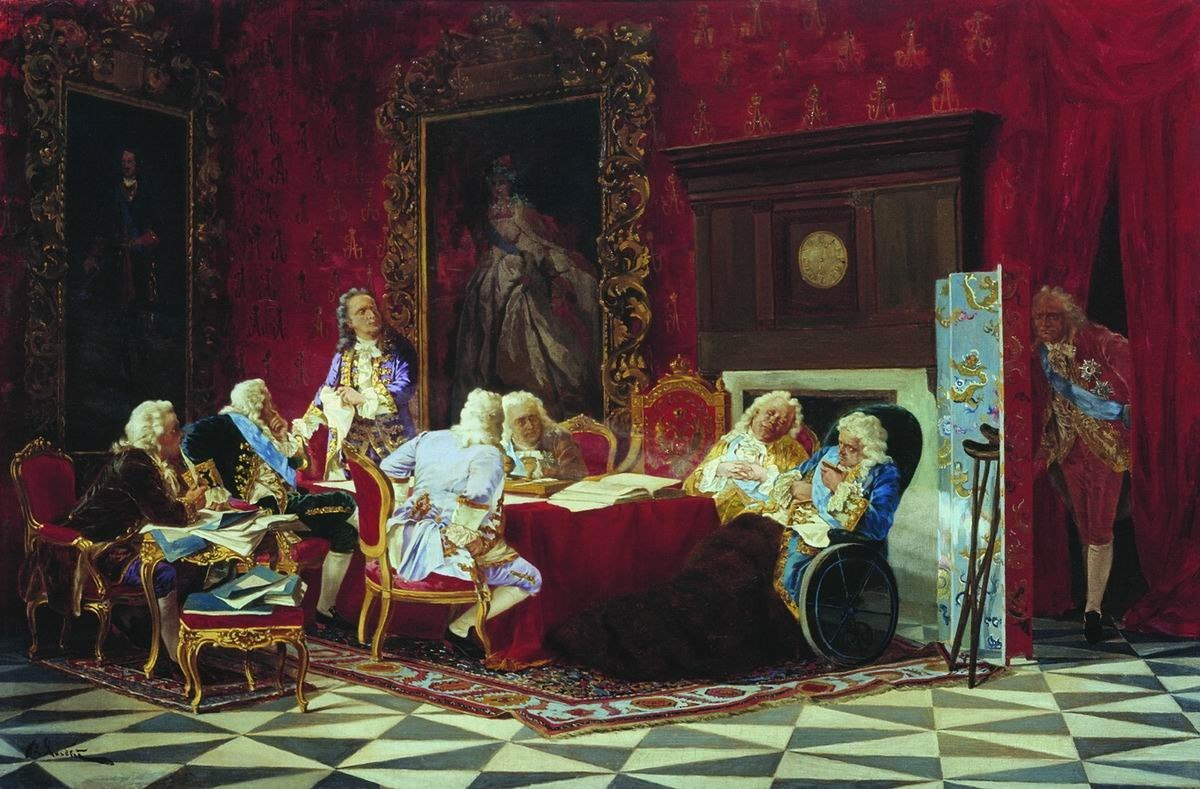
Volynsky dirigiéndose a los ministros de la emperatriz Ana de Rusia.

Artemi Petróvich Volynski (1689-1740) fue un militar y político ruso. Era hijo de Peter Volynski, uno de los miembros de la corte del zar Teodoro III de Rusia. 

## Carrera militar
Volynski comenzó su trayectoria militar en un regimiento de dragones, en el que alcanzó el rango de capitán. En 1711, decidió retirarse de su carrera militar a cambio de trabajar como diplomático al servicio del vicecanciller Piotr Shafirov. Este último junto con Volynski estuvieron presentes en la Guerra ruso-turca, aunque fueron capturados en 1711 y aprisionados en la fortaleza de las Siete Torres en Estambul. Fueron liberados en 1713 como mensajeros de los otomanos en camino hacia Rusia. La tarea que les asignaron los otomanos era la entrega de un tratado de paz entre el Imperio ruso y el Imperio otomano, el cual fue firmado en Adrianópolis ese mismo año.
Desde 1730 hasta 1736, Volynski reanudó su servicio activo en el Ejército Imperial Ruso junto con el Mariscal Burkhard Christoph von Münnich.

## Carrera política
En 1715 fue enviado por el zar Pedro el Grande a Persia para verificar la situación general de este país y buscar recursos, privilegios y nuevas rutas comerciales (hacia la India) que pudieran ser aprovechados por los rusos. Tras finalizar su misión en 1718 fue ascendido a general y se le asignó el cargo de gobernador de Astracán, en el cual Volynski demostró sus habilidades políticas y administrativas. En 1723, se casó con Alexandra Naryshkina, una de las sobrinas de Pedro el Grande.  
Ese mismo año fue acusado de malversación de fondos y de ofender al emperador. Éste decidió retirarle de sus cargos políticos y plenipotenciarios, pese a que Volynski había cumplido una misión diplomática respetable en Persia; la cual había sido vital para la victoria rusa en la Guerra ruso-persa de 1722-1723. Tras fallecer Pedro el Grande, la zarina Catalina I de Rusia le nombró gobernador de Kazán en 1727; aunque fue destituido de dicho cargo en 1730 debido a sus actos de corrupción. En 1737, a Volynski le fue concedido el cargo de segundo plenipotenciario ruso en la ciudad de Nemyriv (actualmente en Ucrania). 
En 1738, Ernst Johann von Biron le asignó un cargo en el gabinete de ministros del Imperio ruso para contrarrestar la influencia de uno de los diplomáticos del reino, Andrei Osterman. En un debate donde se discutía la posibilidad de indemnizar a Polonia, Volynski se opuso abiertamente a esta propuesta, contrariando al mismo Biron, quien sí estaba a favor. Tras este incidente, Biron coaccionó a la zarina Ana para que aprobara la condena a muerte de Volynski teniendo en cuenta sus antecedentes. Finalmente fue condenado a morir ejecutado en la rueda para después ser decapitado. La ejecución en la rueda no se realizó debido a que Volynski pidió clemencia ante la zarina Ana; sin embargo, la condena a muerte por decapitación se efectuó el 27 de junio de 1740. 
En 1741, la zarina Isabel I de Rusia permitió la colocación de una lápida funeraria en honor a Volynski en la catedral de San Sanson en Víborg.